# دریاچه اوفس

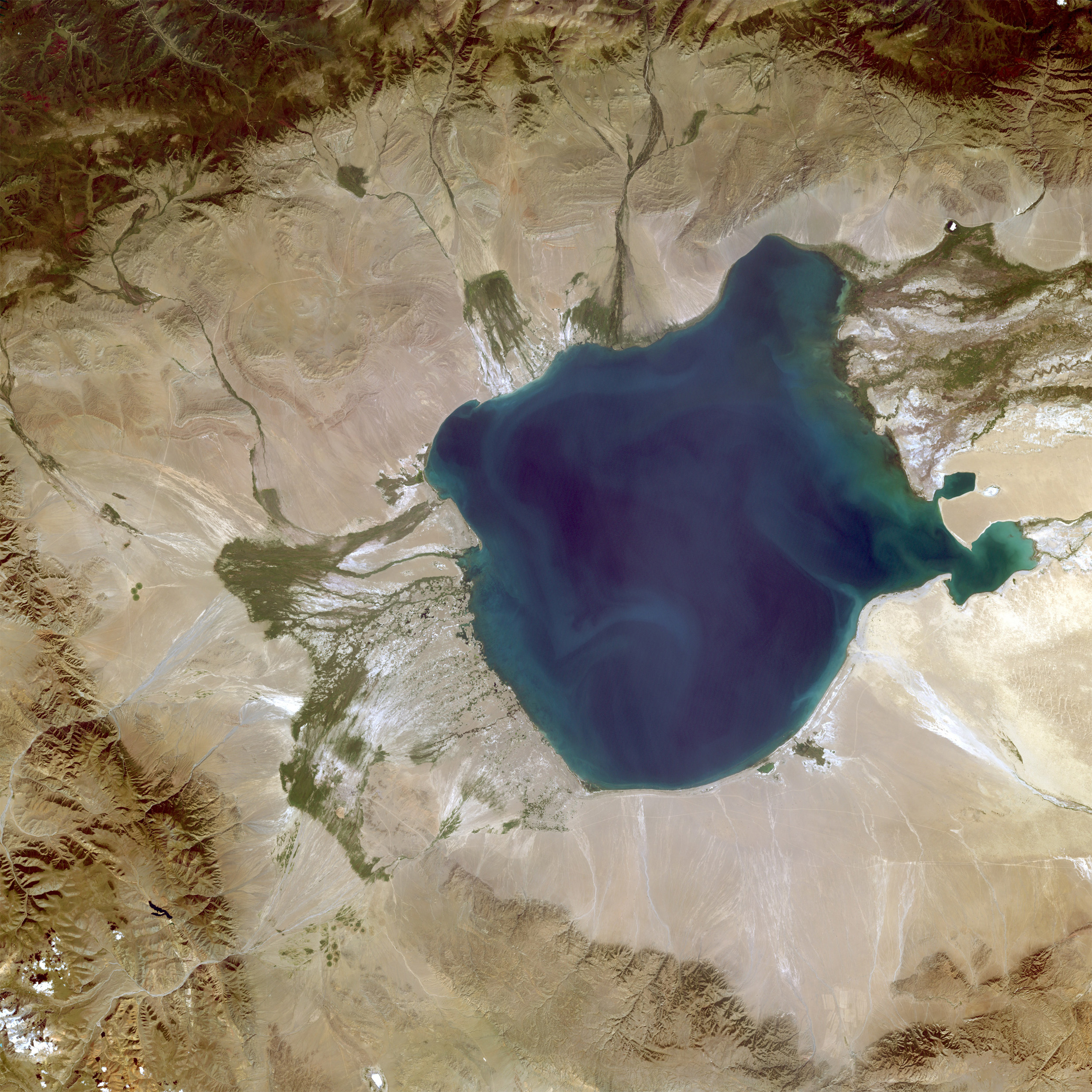
عکس هوایی

دریاچه اوفس (مغولی: Увс нуур) یک دریاچه شدیداً نمکی در یک حوضه بسته است. حوضه اوبسونور در مغولستان که قسمت کوچکی از آن در روسیه است. این بزرکترین دریاچه در مغولستان با وسعت ۳۳۵۰ کیلومتر مربع در ارتفاع ۷۵۹ متری بالای سطح دریا است. نوک شمال شرقی دریاچه در جمهوری تووا، فدرال روسیه قرار گرفته‌است. بزرگترین منطقه مسکونی نزدیک دریاچه اولانگام است. این قسمت کم عمق و بسیار شوری (آب) بقایای یک دریای نمکی است که هزاران سال پیش مساحت بسیار بزرگتری را می‌پوشانده‌است.

## نام
نام اوفس‌نور (که بعضاً اوبس‌نور یا اوبسونور هم می‌گویند) از سوبسن می‌آید که یک کلمه مغولی است برای رسوبات تلخ بجامانده از درست کردن کومیس (شراب شیر مغول) و نور نیز کلمه مغولی برای دریاچه است. این اسم به دریاچه نمکی با آب غیر آشامیدنی دلالت دارد.

## جغرافیا
طول دریاچه اوفس ۸۴ کیلومتر، عرض آن ۷۹ کیلومتر و دارای عمقی به اندازه ۶ متر می‌باشد. حوضچه ان از بقیه فرورفتگی بزرگ دریاچه توسط کوه‌های خوخی جدا شده‌است.
رودخانه‌های اصلی که آبرسان هستند، بارونتورون، نارجین. گل و همچنین تس رود اصلی که به دریاچه آب می‌رساند می‌باشند و از کوهستان خانگای در شرق و رود خارکارا و سنگیل گل از رشته‌کوه آلتای در غرب جاری می‌شوند.

## محیط زیست
منطقه بسیار بزرگ حوضچه‌ای بدون خروجی دارای آب بسیار شور است. (۸/۱۸ ppt به اندازه نصف شوری آب اقیانوس‌ها) که بخاطر وجود یون‌های سولفات و سدیم است.
از اکتبر تا ماه مه دریاچه یخبندان است. در تابستان گرمای آب بین ۲۰ درجه سانتیگراد در سطح و ۱۹ درجه سانتیگراد درعمق است.
۲۹ نوع مختلف ماهی در دریاچه اوفس شناسایی شده‌است. یکی از آنها پوتانینی آلتای عثمان برای استفاده انسان مناسب است.

## اماکن حفاظت شده
تمام دریاچه و بسیاری از اطراف آن مناطق حفاظت شده اعلام شده‌اند. یونسکو از نام دریاچه اوفس به عنوان چتری برای خلاصه کردن یک خوشه دوازده تایی اماکن حفاظت شده جداگانه استفاده می‌کند که هر کدام یک زیست‌بوم اصلی اوراسیا شرقی را نمایندگی می‌کند.